# Rastušje
Rastušje falu Horvátországban, Bród-Szávamente megyében. Közigazgatásilag Podcrkavljéhoz tartozik.

## Fekvése
Bródtól 6 km-re északra, községközpontjától 2 km-re délkeletre, Szlavónia középső részén, a Dilj-hegység lejtőin, a Bródról Nekcsére menő főút mentén, a Glogovica-patak partján fekszik.

## Története
Mivel neve a középkori forrásokban nem található valószínű, hogy a török uralom idején népesült be. 
 Az 1698-as kamarai összeírásban „Rasztusa” néven hajdútelepülésként találjuk. A határőrség megszervezése után a bródi ezredhez tartozott. Az egyházi vizitáció feljegyzése szerint 1730-ban mintegy 10 ház volt a településen, ahol egy Szent Miklósnak szentelt fakápolna is állt. Az 1758-as jegyzőkönyv részletesebben is leírja, eszerint 6 méter hosszú és 5 méter széles volt, benne Szent Miklós, Szent Vid képeivel és a Fájdalmas Szűzanya régi ábrázolásával. Körülötte a falu temetője volt. 1760-ban az egyházi vizitáció 16 házzal, 20 családdal és 117 katolikus lakossal említi. Az 1780-as katonai leírás már megemlíti a falu feletti magaslaton álló Szent Vid kápolnát is, mely kőből épült.
Az első katonai felmérés térképén „Rastussje” néven található. Lipszky János 1808-ban Budán kiadott repertóriumában „Rasztussje” néven szerepel. Nagy Lajos 1829-ben kiadott művében „Rasztushje” néven 16 házzal, 87 katolikus vallású lakossal találjuk. A katonai közigazgatás megszüntetése után 1871-ben Pozsega vármegyéhez csatolták.
A településnek 1857-ben 79, 1910-ben 217 lakosa volt. Pozsega vármegye Bródi járásának része volt. Az 1910-es népszámlálás adatai szerint lakosságának 99%-a horvát anyanyelvű volt. Az első világháború után 1918-ban az új szerb-horvát-szlovén állam, majd később (1929-ben) Jugoszlávia része lett. 1991-től a független Horvátországhoz tartozik. 1991-ben lakosságának 96%-a horvát nemzetiségű volt. 2011-ben a településnek 295 lakosa volt.

## Lakossága

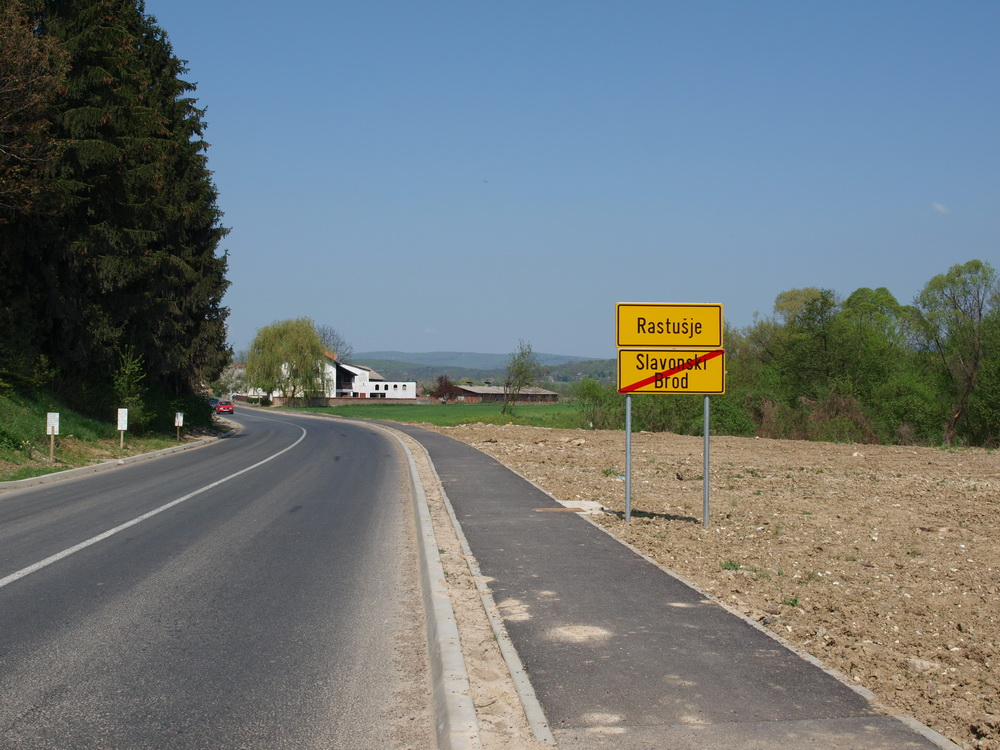
A falu bejárata Bród felől

| Lakosság változása | Lakosság változása | Lakosság változása | Lakosság változása | Lakosság változása | Lakosság változása | Lakosság változása | Lakosság változása | Lakosság változása | Lakosság változása | Lakosság változása | Lakosság változása | Lakosság változása | Lakosság változása | Lakosság változása | Lakosság változása |
| ------------------ | ------------------ | ------------------ | ------------------ | ------------------ | ------------------ | ------------------ | ------------------ | ------------------ | ------------------ | ------------------ | ------------------ | ------------------ | ------------------ | ------------------ | ------------------ |
| 1857               | 1869               | 1880               | 1890               | 1900               | 1910               | 1921               | 1931               | 1948               | 1953               | 1961               | 1971               | 1981               | 1991               | 2001               | 2011               |
| 79                 | 83                 | 119                | 185                | 183                | 217                | 230                | 266                | 257                | 259                | 302                | 279                | 295                | 302                | 279                | 295                |

## Nevezetességei
- Szent Vid tiszteletére szentelt római katolikus kápolnáját 1910-ben építették.
- Szent Petka tiszteletére szentelt pravoszláv kápolnája.
- Dragutin Tadijanović szülőháza

## Híres emberek
Itt született 1905. november 4-én Dragutin Tadijanović horvát költő